# Ichijō Kanefuyu
Ichijō Kanefuyu (一条 兼冬 1529 – 1554?) fue un kuge (cortesano) que actuó de regente a finales de la era Muromachi. Fue hijo del regente Ichijō Fusamichi.
Ocupó la posición de kanpaku del Emperador Go-Nara entre 1553 y 1554.
Adoptó a su hermano Ichijō Uchimoto como su hijo.